# Etowah Indian Mounds
Etowah Indian Mounds (9BR1) is een archeologische site van 220.000 m² ten zuiden van Cartersville in Bartow County, Georgia, in de Verenigde Staten.
Gebouwd en bewoond in drie fasen, van 1000-1550 n.Chr., bevindt de precolumbiaanse site zich op de noordelijke oever van de Etowah.
Etowah Indian Mounds is een verklaarde National Historic Landmark, beheerd door de Georgia Department of National Resources. Het wordt door de Georgia State Parks en Historic Sites beschouwd als 'de meest intacte Mississippicultuur-site in de Southeast'.
Zowel de historische Muscogee Creek als de Cherokee, die beiden dit gebied in verschillende tijden bewoonden, beschouwen de site als heilig. 

## Mounds in Bartow County
In Bartow County zijn bijna 30 mounds en aardwerken gedocumenteerd, maar daarvan zijn er nog slechts weinig zichtbaar. Sommige gedocumenteerde mounds zijn later niet meer teruggevonden. Het Smithsonian Institution's Bureau of Ethnology Divison on Mound Exploration onder supervisie van Cyrus Thomas (1891-1894) documenteerde 17 mounds en aardwerken sites in Bartow County (26 mounds van aarde, 2 stenen omheiningen, een stenen mound en een 'gewelf'). De 'Etowah groep' kent zes mounds/aardwerken. Robert Wauchope stelde in de jaren 1930 en 1950 een nieuwe lijst op met 25 mounds/aardwerken, die werd gepubliceerd door het Smithsonian in 1966. Sommige monumenten wachten onder het vlakke aardoppervlak op nadere ontdekking.

## Naam
Etowah komt van italwa, wat stad betekent in de Muskogitaal.

## Fasen
De drie fasen waarin de Etowah Mounds gebouwd en bewoond werden zijn:
- ca. 1000-1200
- ca. 1250-1375
- ca. 1375-1550

Het hoogtepunt van de bewoning lag ca. 1325-1375

## Galerij

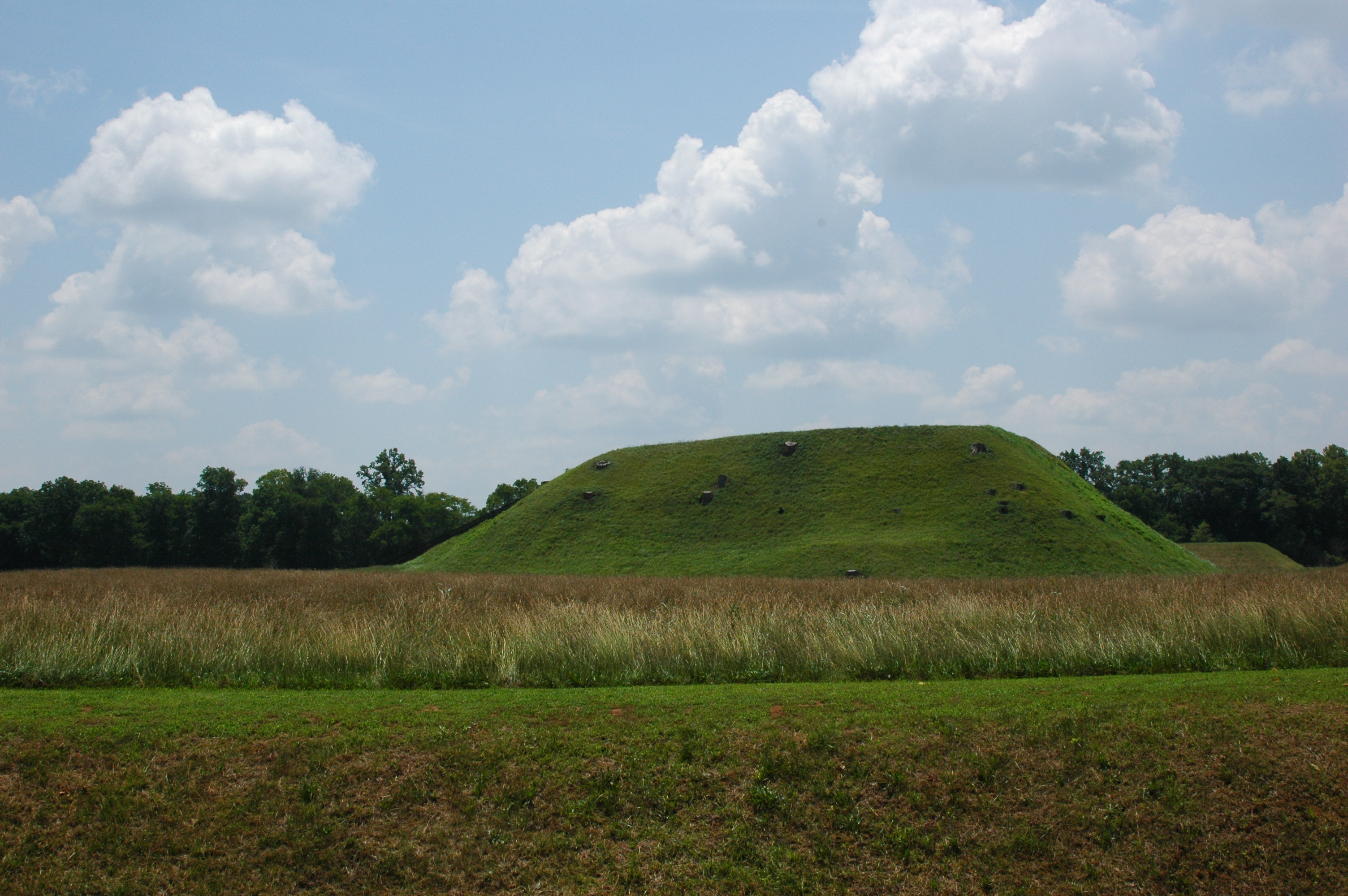
Chief Mound (Mound A)
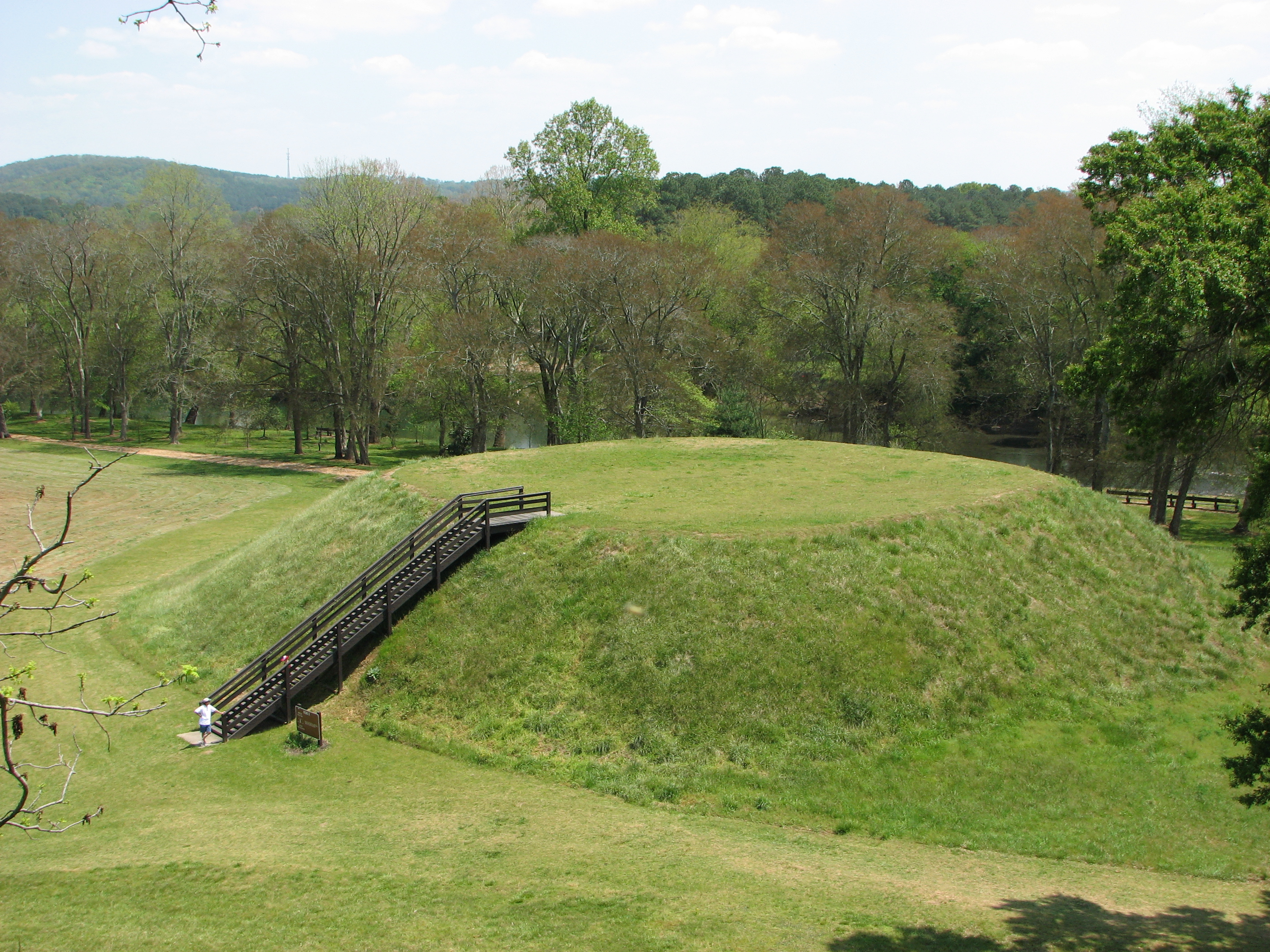
Mound B, gezien van Mound A
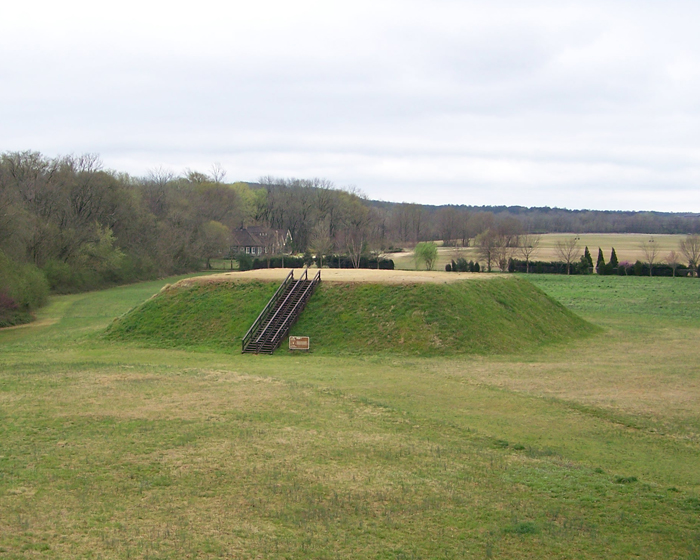
Mound C
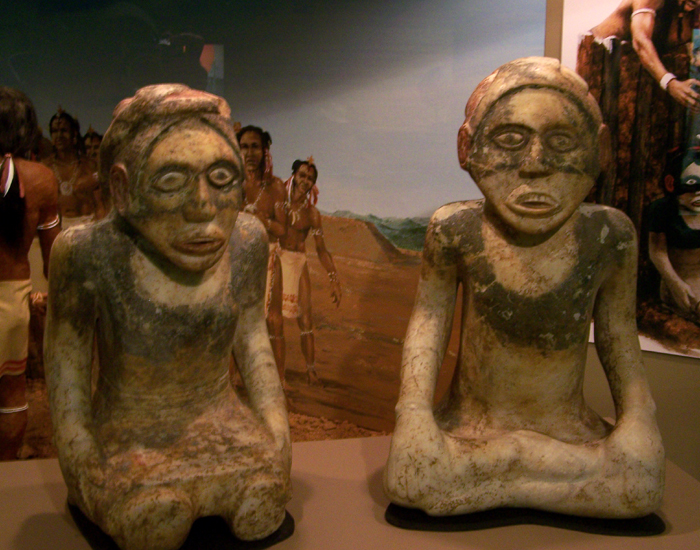
Marmeren effigies, ca. 1250–1375: knielende vrouw links en man rechts
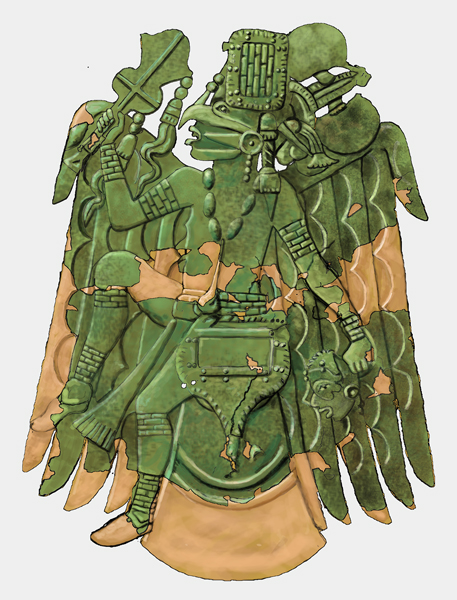
Illustratie van een Etowa plaat (Catalogue No. A91117, Department of Anthropology, NMNH, Smithsonian), een koperen plaat van een valkendanser, gevonden in Etowah, maar mogelijk gemaakt in Cahokia in de 13e eeuw